# Kisielnicowate
Kisielnicowate (Exidiaceae) – występująca w niektórych systemach klasyfikacyjnych rodzina grzybów należąca do typu podstawczaków (Basidiomycota).

## Systematyka
Rodzaje należące do rodziny kisielnicowatych:
- Basidiodendron – podstawkodrzewek
- Craterocolla – dzbanóweczka
- Eichleriella – skórotrzęsak
- Exidia – kisielnica
- Exidiopsis – łojówka
- Protohydnum – pierwoząb
- Pseudohydnum – galaretek
- Pseudostypella – trzęsakówka
- Sebacina – łojek
- Stypella – zębośluzek
- Tremiscus – płomykowiec